# GNU Prolog
GNU Prolog (gprolog) — компилятор языка программирования Пролог, разработанный Даниэлем Диасом (фр. Daniel Diaz) с встроенным интерактивным отладчиком. Доступен для Unix, Windows и Mac OS X. Поддерживает расширения языка:  программирование в ограничениях над конечными множествами, работу с файлами при помощи грамматик, построенных на определённых предложениях (DC-грамматик). Также предоставляет интерфейс к операционной системе.
Компилятор транслирует исходный код в байт-код, который затем интерпретируется абстрактной машиной Уоррена. Виртуальная машина и байт-код объединяются и сохраняются в виде отдельного исполняемого файла.